# Dead Eyes See No Future
Dead Eyes See No Future — другий міні-альбом шведського мелодійного дез-метал гурту Arch Enemy. Композиції з альбому записувались впродовж 2004 року, реліз альбому відбувся 2 листопада 2004 року під лейблом Century Media Records. 

## Список пісень
| #  | Назва                      | Тривалість |
| -- | -------------------------- | ---------- |
| 1. | «Dead Eyes See No Future»  | 4:17       |
| 2. | «Burning Angel»            | 4:46       |
| 3. | «We Will Rise»             | 4:15       |
| 4. | «Heart of Darkness»        | 4:52       |
| 5. | «Symphony of Destruction»  | 4:02       |
| 6. | «Kill With Power»          | 4:02       |
| 7. | «Incarnated Solvent Abuse» | 3:30       |
| 8. | «We Will Rise» (відео)     | 7:07       |